# Camille Bainville
Pour les articles homonymes, voir Bainville.
Louis Camille Bainville, né le 23 décembre 1832 à Joinville-le-Pont et mort le 2 novembre 1909 à Fontenay-sous-Bois, est un écrivain et orientaliste français.

## Biographie
Bainville est le fils d’Edmée Adèle Charlotte Legry et de son époux, Pierre Victor Bainville, marchand de bois. Il naît et vit dans un milieu intellectuel relativement aisé et ouvert intellectuellement ; son neveu Jacques Bainville est journaliste, historien et académicien français.
Sans exercer d’activité professionnelle connue, se déclarant comme propriétaire, Camille Bainville fait de nombreux voyages à l’étranger ou outre-mer : en Angleterre, Grèce, Italie ou Orient. Il est en Algérie en janvier-février 1887 puis, accompagné de son épouse, y retourne à nouveau en décembre de la même année et séjourne à l’hôtel de la Régence d’Alger ; il y est une nouvelle fois début 1892. Il rapporte de ses voyages des observations qu’il transmet parfois à la presse ; ainsi, après l’incendie du théâtre des Arts de Rouen le 25 avril 1876, qui fait de très nombreuses victimes, il déplore l’absence d’escalier roulant pour les incendies comme il en a vu fonctionner outre-Manche.
Louise Naudon avait épousé Camille Bainville en novembre 1880 à  Paris 4e. Ils n’ont pas d’enfants. Camile Bainville, qui reste attaché à Joinville-le-Pont pendant toute son existence, fait partie au bureau de la caisse des écoles jusqu’en 1885, même si un journal local remarque qu’on ne l’y voit guère car « étant presque toujours en voyage. »
Il siège dans l’assemblée locale, comme son arrière-grand-oncle, Edme Lheureux, premier maire, en 1790, de La Branche-du-Pont-de-Saint-Maur, son arrière-grand-père Nicolas Lheureux, troisième maire du village en 1792, son grand-père Jean Victor Bainville, conseiller municipal sous la Restauration et son père Pierre Victor Bainville, conseiller municipal et adjoint au maire sous la monarchie de Juillet, la deuxième République puis le début du second Empire. Élu en 1871, alors qu’Auguste Courtin, conservateur, est maire, Camille Bainville siège à côté de son oncle, Jean Porphyre Bainville, qui prolonge la présence de la famille au conseil municipal jusque 1884.
Bien que mort à Fontenay-sous-Bois, il résidait toujours rue des Corbeaux, à Joinville, où son décès est retranscrit avec la mention « sans profession ». Une demi-douzaine de journaux publie des notices nécrologiques.

## Littérature
Dans le quotidien Le Grelot, où l’on retrouve un journaliste joinvillais, Henry Vaudémont, Camille Bainville insère un poème en février 1892, la Jeune Mauresque :

« Chaque jour, sans qu'elle s'en lasse, 
Namouna vient au bord des flots 
Interroger leur vaste espace 
Et jeter de tristes sanglots. 
Mais se penchant sur son épaule 
Sa mère répète tout bas… 
- Ma fille, éloignons-nous du môle, 
Le Français ne reviendra pas. 
(…)
II reviendra ! vois ce navire! 
Vois le signal qui lui répond ! 
Vois le drapeau français y luire 
Et quelqu'un debout sur le pont. 
Vois ce mouchoir blanc qui s'agite !
Vois cet uniforme là-bas !
– Adieu, Namouna, sois maudite! 
Ta mère ne reviendra pas. »

Ayant dépassé en âge la soixantaine, Camille Bainville va publier plusieurs ouvrages de théâtre et de poésie, inspirés de ses voyages et de l’histoire. Ils sont tous édités par l’imprimerie Chaix, spécialisée dans le ferroviaire. Les Captifs à Alger, drame en un acte, et Un Miracle, tragédie en un acte, paraissent en 1893.

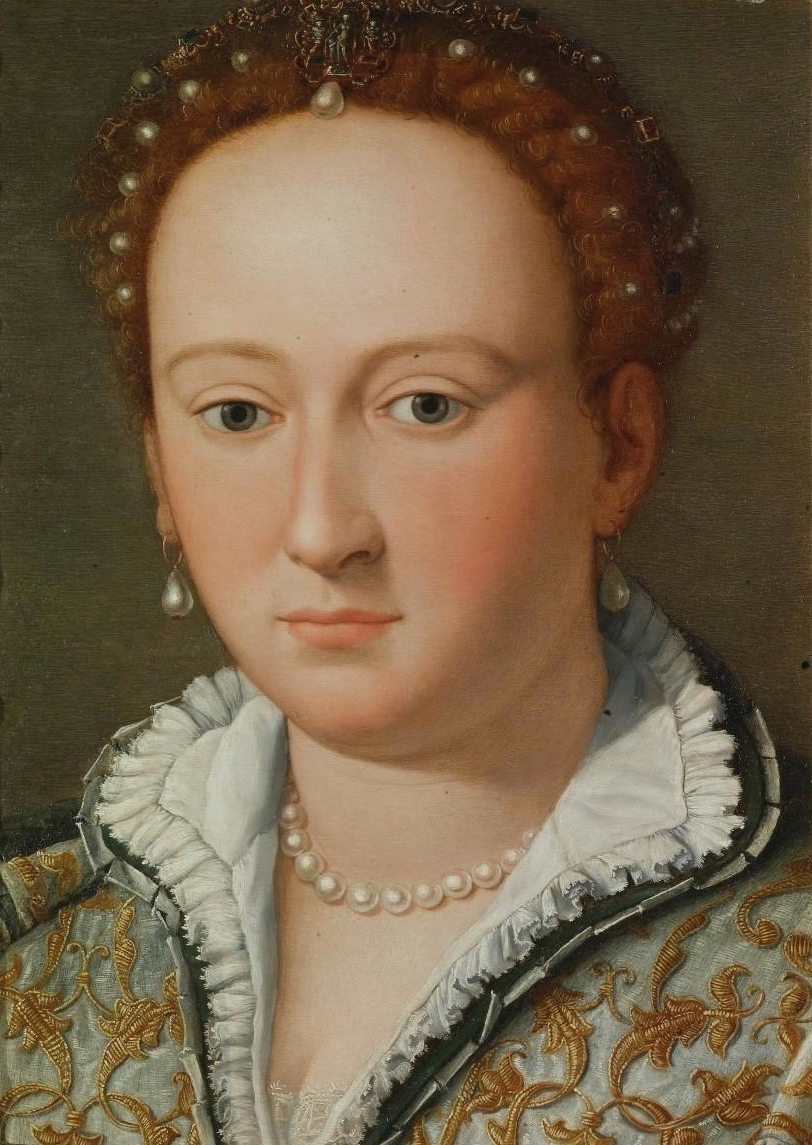
Bianca Cappello.

Il publie la même année, Blanche Capello, la fille de Venise, drame historique en cinq actes, inspiré de la vie de Bianca Cappello, seconde épouse du duc de Florence François Ier de Médicis, empoisonnée à l'arsenic en même temps que lui :

« (…) À vingt ans j'avais tout ! 
À trente, j'ai la haine, un trône et du dégoût.
À vingt ans, on m'aimait, j'aimais aussi moi-même
(…)

On tremble près de moi de respect ou de peur, 
On me hait et je hais... est-ce là le bonheur? »

Encore en 1893, Bainville propose un recueil de poésies, Nuages et fumées. Ces quatre livres vont asseoir la réputation de Camille Bainville, qualifié de « fin lettré trop peu connu, mais trop modeste pour se faire connaître » qui confirme en 1895 qu’il ne tient pas à faire sonner les « trompettes de la réclame ». Les ouvrages suivants auront un accueil critique plus important.

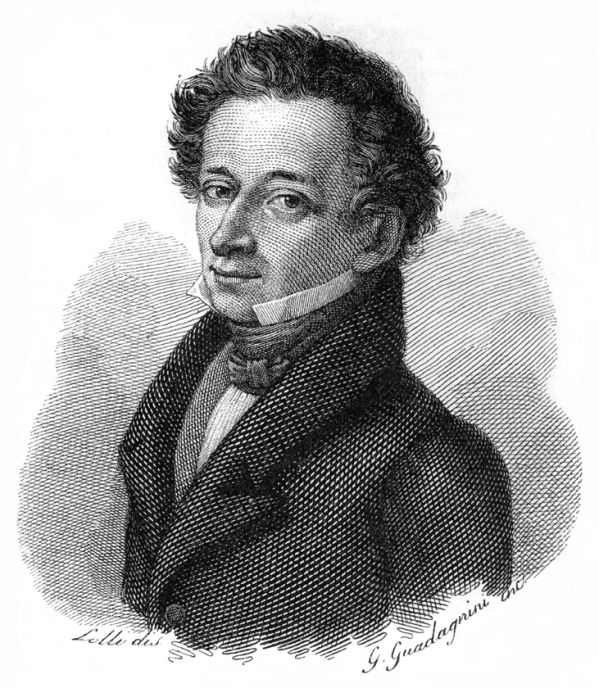
Giacomo Leopardi.

Le Dernier Jour de Léopardi, drame en un acte, paru en 1894, est décrit comme « fort bien mené, profondément émouvant, écrit dans la langue sobre d'un homme qui se rappelle les auteurs latins, et rivalise avec eux d'aisance et de précision ». Il est consacré au grand poète italien contemporain, Giacomo Leopardi :

« Chantre du désespoir, poète du néant
Tu t’approches de lui, vois à pas de géant. »

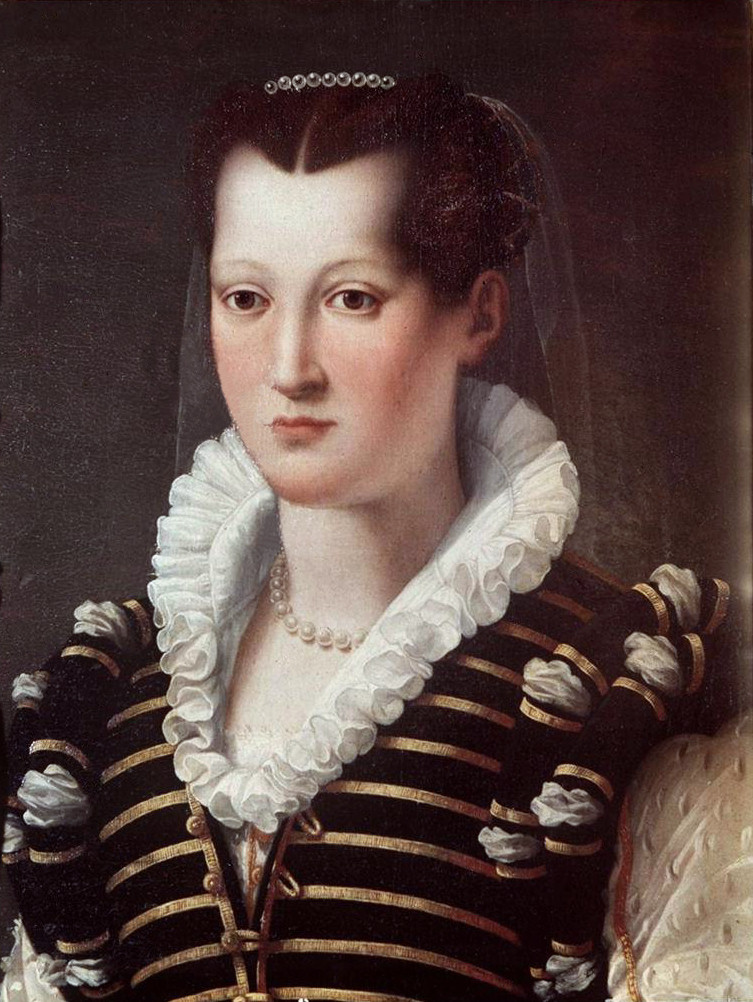
Isabelle de Médicis.

Isabelle de Médicis, drame en trois actes, édité en 1895, consacrée à Isabelle de Médicis, sœur assassinée du grand-duc de Toscane, François Ier de Médicis lui vaut les félicitations de l’Académie française. La critique y voit l’une des « rares pièces vraiment intéressantes qui aient été inspirées par l'histoire de France. »

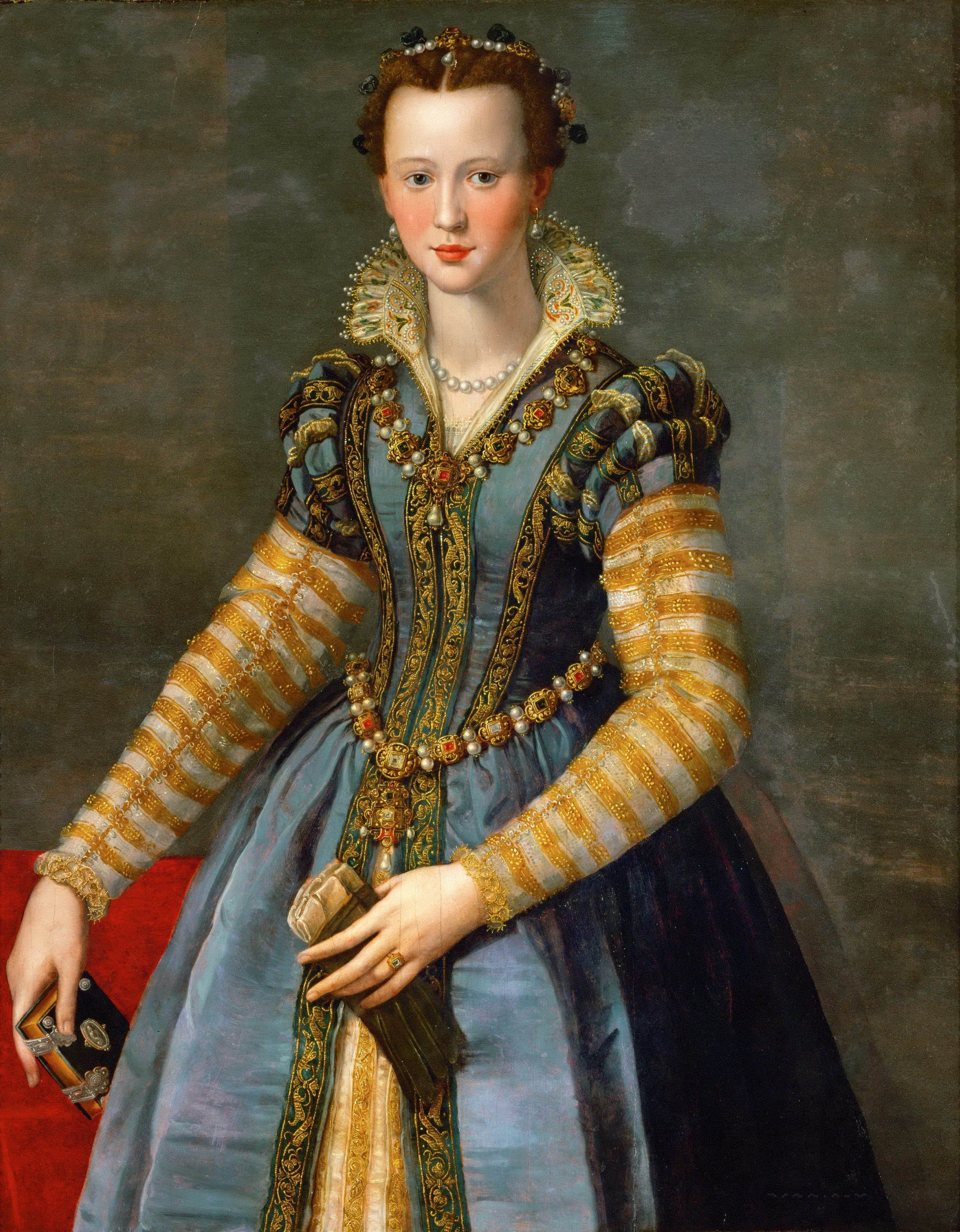
Leonora Álvarez de Tolède dite Dianora.

Continuant dans la chronique théâtrale des Médicis, Bainville publie en 1896 Dianora, drame en quatre actes, inspiré de la vie de Leonora Álvarez de Tolède, épouse de Pierre de Médicis, qui l'étrangla par jalousie.
Paru en 1897, Le Temple de Salomon, en cinq actes, est qualifié de « remarquable tragédie. »
En 1898, le dernier livre sous la signature de Camille Bainville est intitulé Beaurepaire. Il est décrit comme « d'une très belle allure vibrante et patriotique », Il prend comme sujet un épisode dramatique de la Révolution française, avec Jacques Alexandre Reine de Beaurepaire (1754-1829), garde du corps du roi Louis XVI à Versailles lors des journées des 5 et 6 octobre 1789.

## Œuvres
- Les Captifs à Alger, drame en 1 acte, Chaix, Paris, 1893.
- Un miracle, tragédie en 1 acte, Chaix, Paris, 1893.
- Blanche Capello, la fille de Venise, drame historique en 5 actes, en vers, Chaix, Paris, 1893.
- Nuages et Fumées, poésies variées, Chaix, Paris, 1893.
- Le Dernier Jour de Léopardi, drame en 1 acte, Chaix, Paris, 1894.
- Isabelle de Médicis, drame en 3 actes, Chaix, Paris, 1895.
- Dianora, drame en 4 actes, en vers, d'après les chroniques italiennes du moyen âge, Chaix, Paris, 1896.
- Le Temple de Salomon, tragédie en 5 actes, en vers, Chaix, Paris, 1897.
- Beaurepaire, épisode dramatique de la Révolution française, en 1 acte, en vers, Chaix, Paris, 1898.